# Арагон-Аслор, Хуан Пабло де
Хуан Пабло де Арагон-Азлор-и-Сапата де Калатаюд (исп. Juan Pablo de Aragón-Azlor y Zapata de Calatayud; 24 января 1730, Педрола — 17 сентября 1790, Мадрид) — испанский дворянин и дипломат, 11-й герцог де Вильяэрмоса (1761—1790).

## Титулатура
11-й герцог де Вильяэрмоса, 6-й герцог де ла Палата, 4-й граф де Гуара, 9-й граф де Синаркас, 8-й граф дель-Реал, 8-й граф де Луна, 4-й маркиз де Кабрега, 6-й принц ди Массалюбренсе, виконт де Чельва и виконт де Вильянова.

## Происхождение
Родился 24 января 1730 года в Педроле. Сын Хуана Хосе де Арагона и Аслора, 3-го графа де Гуара (1702—1748), и Инес Марии Сапаты де Салатаюд Фернандес де Ихар (1710—1733). В ноябре 1748 года после смерти своего отца Хуан Пабло де Арагон-Аслор унаследовал титул 4-го графа де Гуара.
В 1761 году после смерти своего дяди Хосе Клаудио де Арагона и Гурреа де Кастро Пиноса (1697—1761), 10-го герцога де Вильяэрмоса (1750—1761), не женатого и не имевшего потомства, Хуан Пабло де Арагон-Азлор-и-Сапата де Калатаюд унаследовал титул 11-го герцога де Вильяэрмоса.
Перед тем, как унаследовал герцогство, он уже носил титулы 4-го графа де Гуара, 8-го графа де Луна, 9-го графа де Кортес, бароном Пансано, 14-го сеньора де Ла-Сайда и т. д. Он был внуком Хуана Артала де Аслора и Вирто де Вера, 2-го графа Гуара (1670—1710), который был вторым мужем Хосефы Сесилии де Арагон и Гурреа, 6-й графини де Луна (1678—1735).

## Брак
Во время своего пребывания в качестве атташе посольства Испании во Франции, когда ему было за сорок, он женился на дочери посла, Марии Мануэле Пиньятелли-и-Гонзага (1765—1816). Её родителями были Хоакин Атанасио Пиньятелли де Арагон-и-Монкайо, 16-й граф Фуэнтес (1724—1776), посол во Франции (1763—1773), и Мария Луиза Гонзага-и-Караччоло, 2-я герцогиня Сольферино (1726—1773). Они были в близком родстве семьей святого иезуита Иосифа Пиньятелли (1735—1811), канонизированного папой римским Пием XII 12 июня 1954 года.
Мария Мануэла лично взяла на себя расходы на Святую колыбель Младенца Иисуса (Базилика Санта-Мария-ла-Майор), прекрасный реликварий, в котором хранятся бревна, использованные для яслей Младенца Иисуса в Вифлееме.

## Пиньятелли, герцоги де Монтелеон
Итало-арагонская семья Пиньятелли, у которых до этого было два папы, Павел IV (1555—1559), и Иннокентий XII (1691—1700), были в родстве с Терезой Пиментель-и-Бенавидес, сестрой Франсиско, 9-го герцога Бенавенте, Гаспара, 4-го маркиза Хабалкинто, и Антонии, 11-й герцогини-консорт Медина-Сидония, которая выйдет замуж в 1665 году за Андреса Фабрицио Пиньятелли де Арагон (1640—1677), гранда Испании, великого камергера Неаполитанского королевства, рыцаря Ордена Золотого руна, 5-го принца Нойя и 7-го герцога де Монтелеон.
Старшая дочь от этого брака, Хуана Пиньятелли де Арагон-и-Пиментель (1666—1723), 9-я герцогиня де Монтелеон, принесла много титулов и земель своему мужу Николасу де Пиньятелли-и-Карафа (1648—1730), 8-му герцогу де Монтелеон, рыцарю Ордена Золотого руна, вице-королю Сардинии (1687—1690).
Братом вышеупомянутого Хосе де Пиньятелли де Арагон (1737—1811) был Рамон Пиньятелли (1734—1793), который участвовал в строительстве Имперского канала Арагона и благотворительной работе для брошенных детей из Сарагосы.
В 1772 году Хуан Пабло де Арагон-и-Аслор, 11-й герцог Вильяэрмоса, оставил атташе посольства в Париже, где послом был его тесть, и отправился сначала в Лондон, а затем в Мадрид, откуда был сослан за границу из-за страха о его возможном влиянии в королевской семье. Он был послом в Турине с 1779 по 1783 год.

## Поздние годы
Хуан Пабло был видным членом «арагонской партии» вокруг Карла III, партии франкофилов и вольтеров, интеллектуально возглавляемой Педро Пабло Абарка де Болеа, 10-м графом Аранда, известным военным и политиком, который был преемником Пиньятелли в посольстве в Париже и который был послом во Франции в течение четырнадцати лет, с 1773 по 1787 год. Он финансово и политически поддерживал через Бенджамина Франклина Независимость США, а до этого был послом в Польше и Англии.
В 1777 году в Мадриде произошла распродажа недвижимости, которая открыла двери для реформ и изменений в сфере недвижимости герцогов Вильяэрмоса, пары Аслор де Арагон-Пиньятелли в сторону преобразования в неоклассический дворец, который после 1805 года назывался Паласио де Вильяэрмоса, и который сегодня является нынешним Музеем Тиссена-Борнемисы, расположенным на Пасео-дель-Прадо 8, напротив музея Прадо и Ботанического сада.

## Дети
От брака с Марией Мануэлой Пиньятелли-и-Гонзага у Хуана Пабло де Арагон-Аслора было два сына:
- Виктор Амадео де Арагон-Аслор и Пиньятелли де Арагон (1779—1792), 12-й герцог де Вильяэрмоса (1790—1792)
- Хосе Антонио де Арагон Аслор и Пиньятелли де Арагон (1785—1852), 13-й герцог Вильяэрмоса (1792—1852)